# Apollonia Film
Die Apollonia Film ist eine deutsche Filmproduktionsfirma aus München. Sie produziert fiktionale und dokumentarische Projekte für den deutschsprachigen Kino- und TV-Markt.

## Geschichte
Die Firma wurde 2021 von den beiden Zußdorfer Cousins Marius Beck und Paul Beck gegründet. Ihre erste Kurzfilmproduktion Mach’s Licht aus! gewann diverse Festivalpreise im deutschsprachigen Raum, ihr Liebesdrama Das Zittern der Aale feierte 2024 Premiere auf dem renommierten deutschen Nachwuchsfestival Max Ophüls Preis, genauso wie der Dokumentarfilm Mensch, ärgere dich! und die ZDFneo-Serie Tschappel im Jahr 2025. Diese wurde im Mai 2025 im ZDF und im Juni 2025 im linearen Programm auf ZDFneo veröffentlicht.

## Produktionen (Auswahl)
- 2021: Mach’s Licht aus!, Regie: Marc Philip Ginolas, Marius Beck[6]
- 2023: Das Zittern der Aale, Regie: Maximilian Weigl[7]
- 2024: Das jüngste Gerücht, Regie: Bernhard Wohlfahrter[8]
- 2025: Die Absperrfrau, Regie: Paul Baumann[9]
- 2025: Tschappel, Regie: Marc Philip Ginolas, Carly Coco[4]
- 2025: Mensch, ärgere dich!, Regie: Franziska Brozio[10]
- 2025: Iris goes Berlin, Regie: Hanna Hocker[11]
- 2025: Es geht immer nur um Arterhaltung, Regie: Eva Gemmer[12]